# 머리강
머리강(영어: Murray River, 사우스오스트레일리아주에서는 "River Murray")은 오스트레일리아에서 가장 긴 강으로 길이는 2,375 km(1,476 mi)이다. 머리강은 가장 큰 지류인 달링강과 함께 오스트레일리아 대륙의 유일한 주요 하계망이라 할 수 있다.
호주 토착종인 머레이 대구가 살고 있는 서식지이다.

## 유로
머리강은 오스트레일리아알프스산맥에서 발원하여 오스트레일리아의 가장 높은 산들의 서쪽면을 따라 흘러간다. 머리강의 대부분은 오스트레일리아의 내륙 평야에 위치한다. 내륙 평야를 구불구불 가로질러 북서쪽으로 흘러가서 뉴사우스웨일스주와 빅토리아주의 경계를 이룬다. 그런 후 하구 근처의 알렉산드리나 호에 도달하기 전 약 500 km (310 mi) 지점에서 남쪽으로 방향을 바꾸어 사우스오스트레일리아주로 흘러들어간다. 중류에 이르러 북쪽에서 내려오는 주요 지류들과 합류한다. 하류의 650 km 구간은 사우스오스트레일리아주를 흐르면서 여러 개의 얕은 호수로 군데군데 단절된 협곡을 지난다. 애들레이드의 남쪽에 바다를 따라 길게 형성된 쿠롱 석호 지대를 지나 그레이트오스트레일리아만으로 흘러 나가 바다와 만난다.
머리강은 알렉산드리나호를 비롯한 염도가 변동하는 대여섯 개의 호수를 지나가며 머리 하구를 통해 인도양의 동남부로 빠져나가기 전에 쿠롱 국립공원을 지나간다. 머리강의 하구인 머리 하구가 위치한 인도양 동남부는 종종 오스트레일리아를 표시하는 지도에서 굴와 근처에서 남극해로 표시되기도 한다.

## 치수
머리강의 유량 변동은 매우 심한 편이어서 건기에는 완전히 말라 바닥을 드러내기도 한다. 그러나 최근에는 스노이 산맥의 수력발전 계획의 일환으로 스노이 강에서 머리강 상류로 유로가 바뀌어 흐르게 하는 유역 변경식 발전소를 건설하여 머리강의 유량이 다소 증가하였다. 2008년의 측정값을 기준으로 할 때, 머리강에는 자연 흐름의 상태일 때의 38% 정도의 유량만이 흐르고 있다. 머리강은 오스트레일리아에서 관개 및 농업화가 가장 많이 이루어진 강들 중의 하나이다.

## 같이 보기
- 달링강
- 밀두라